# Fernando Buesa Arena
El Fernando Buesa Arena es un pabellón multiusos de Vitoria, (País Vasco, España), utilizado por el Baskonia para jugar sus partidos de competición oficial. Tiene una capacidad de 15.816 espectadores, y es utilizado frecuentemente para albergar citas deportivas nacionales e internacionales de diferentes disciplinas, así como para otros eventos como grandes exhibiciones, conciertos o festivales. Recibe su nombre por Fernando Buesa, político socialista asesinado por la banda terrorista ETA.

## Historia

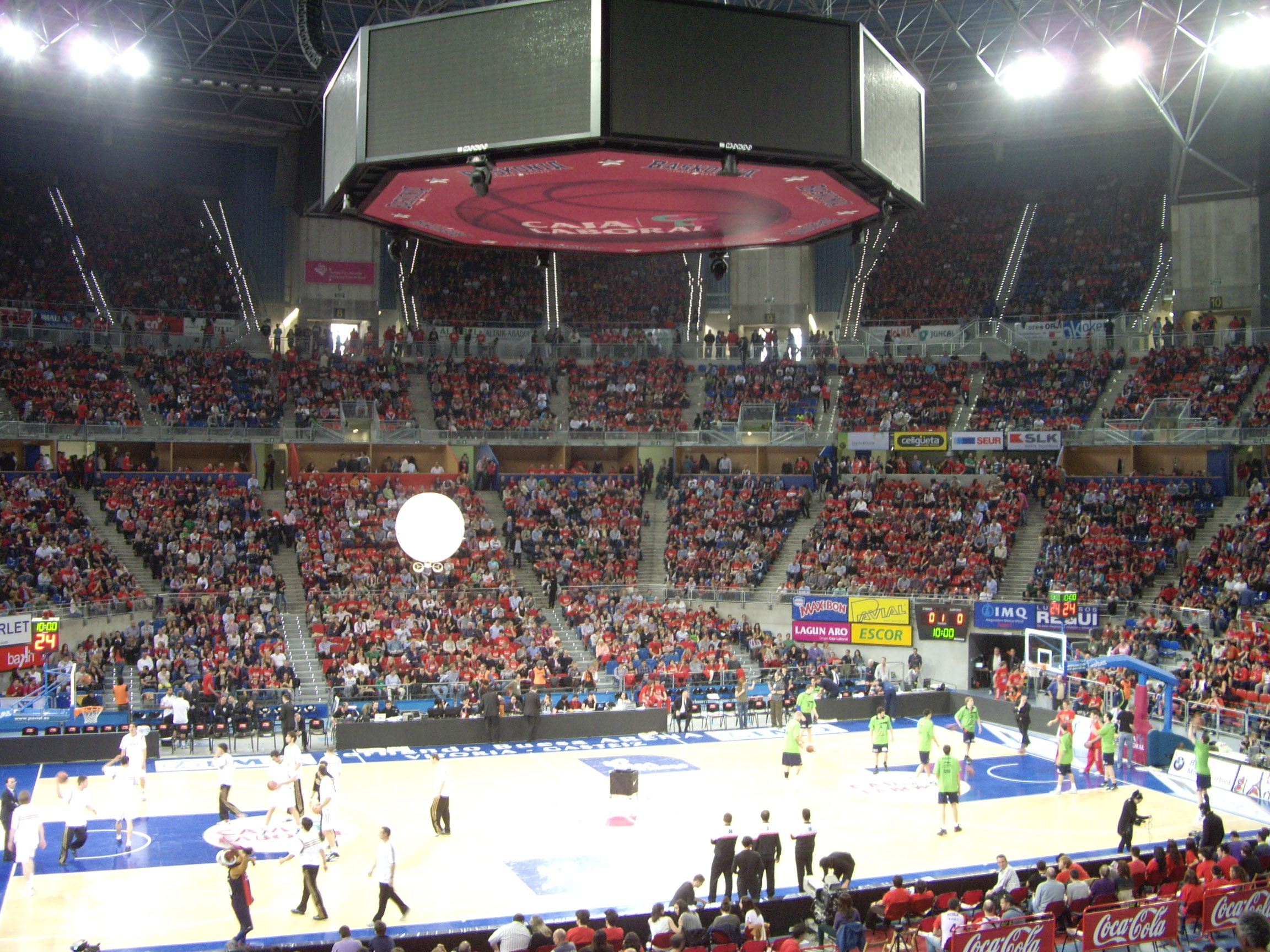
Interior del pabellón en la previa del partido en el que se batió el récord de asistencia en un partido de Liga ACB.

La historia y evolución de este recinto deportivo ha estado estrechamente ligada a la de su principal usuario, el equipo de baloncesto vitoriano Saski Baskonia de la Liga ACB, el cual, dada su expansión y crecimiento, ha ido reclamando sucesivas mejoras y ampliaciones de aforo en el recinto. Fue construido sobre las instalaciones que en los años 60 se concibieron para ser una feria de ganado para la ciudad de Vitoria, diseño de Joan Margarit y Carles Buxadé.
Sin embargo, a principios de los años 90, gracias a la labor del político socialista Fernando Buesa, diputado general de Álava, el edificio inicial sufrió una remodelación que lo convirtió en un recinto deportivo con capacidad para 5200 espectadores, para así poder acoger los partidos del equipo local, el Saski Baskonia, por aquel entonces en una etapa de expansión y crecimiento que exigía para poder competir en la Liga ACB un recinto con mayor capacidad que el que por aquel entonces se utilizaba, en el complejo deportivo de Mendizorroza. Así, la plaza del ganado fue reformada y rebautizada con el nombre de Pabellón Álava (y más tarde, tras una ampliación, Araba Arena), en el cual, el equipo logró ganar su único entorchado continental hasta la fecha, la Recopa de Europa de 1996.
Con el paso del tiempo y la constante evolución del club, el pabellón sufrió su primera gran ampliación, llegando a contar con 9500 asientos. En marzo del año 2000, tras el asesinato del propio Fernando Buesa a manos de la organización terrorista ETA, el recinto pasó a denominarse oficialmente Fernando Buesa Arena.

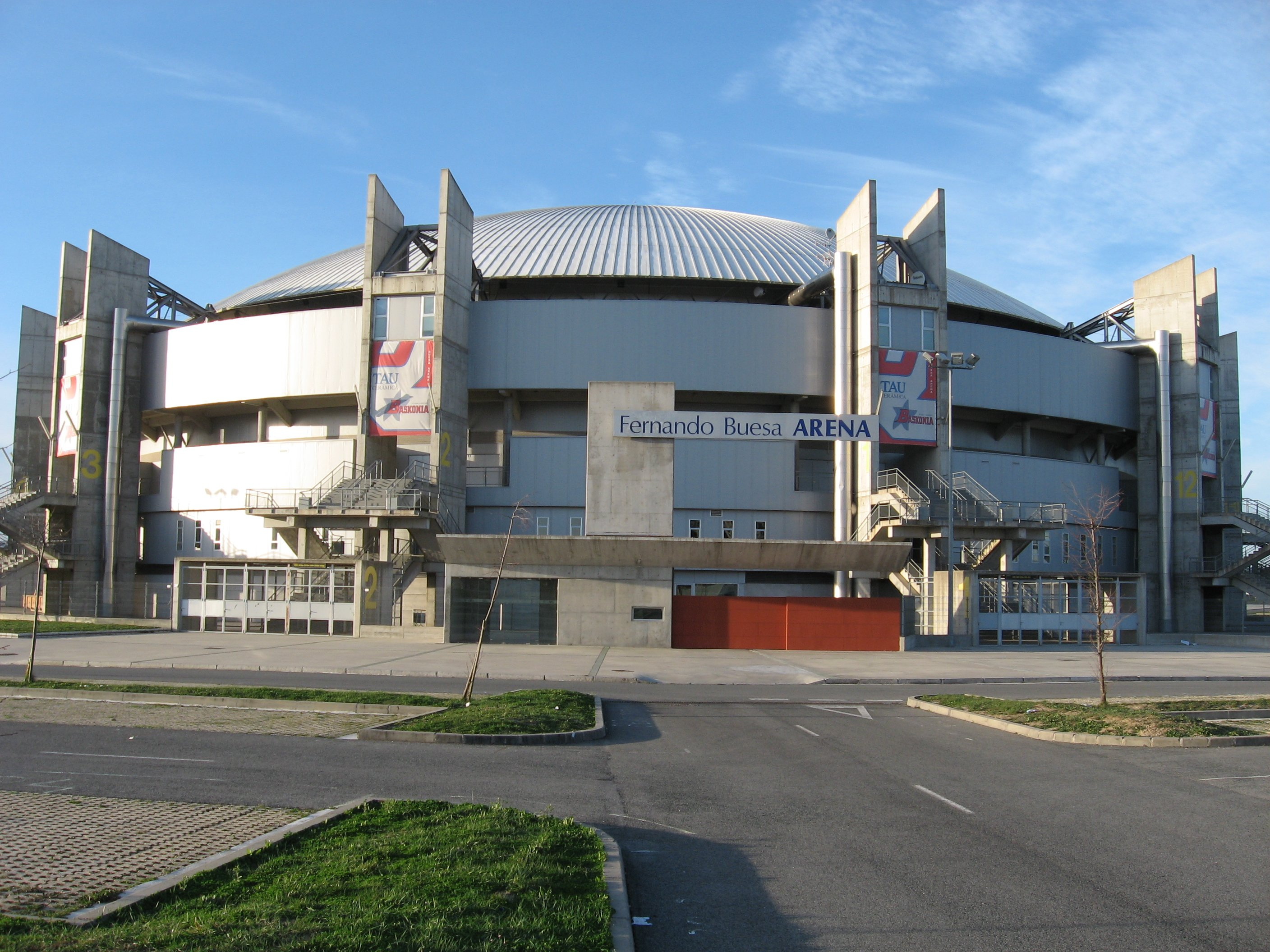
Imagen del pabellón anterior a la ampliación de 2011

Dicha ampliación dio paso a los años de mayor esplendor del equipo, que bajo el mismo conquistó 3 Ligas ACB (2002, 2008 y 2010) y varias copas del Rey. El recinto, por su parte, se convirtió en sede de 5 copas del Rey (2000, 2002, 2008, 2013 y 2017) y una Final Four de la Eurocup, abriendo así las puertas de la ciudad a la celebración de grandes eventos deportivos, con un gran éxito organizativo.
Tras la constante y creciente evolución del equipo, el Baskonia y la Diputación Foral de Álava se plantearon nuevas ampliaciones para aumentar la masa social del club y obtener la oportunidad de celebrar grandes eventos, como la Final Four. Así, se fueron acometiendo pequeñas mejoras y ampliaciones de carácter menor en el recinto, si bien, tanto el club como la diputación tenían claro que sería necesario realizar una obra de mayor magnitud.
Finalmente, en marzo del 2011 se iniciaron las obras para realizar la segunda gran ampliación, proyectando ampliar su aforo hasta las 15 504 butacas.
Durante las obras de ampliación, el equipo se trasladó al Iradier Arena, el pabellón multiusos municipal de la ciudad de Vitoria. Las obras finalizaron en enero de 2012, y fue el 5 de febrero de 2012 cuando el Baskonia estrenó el nuevo recinto, todavía sin acabar por completo (9.423 espectadores), en un encuentro de la ACB contra el Gran Canaria 2014.
El 9 de abril de 2012 se inaugura el aforo completo con motivo del encuentro entre el Caja Laboral y el Real Madrid (67-66 para los locales). El Fernando Buesa Arena registró el récord de asistencia a un partido de Liga ACB con 15 504 espectadores, revalidando el 3 de enero de 2016 el récord de asistencia en el encuentro entre el Caja Laboral y el Real Madrid (86-80 para el equipo vitoriano) con 15.544 espectadores. Desde 2014 ha albergado anualmente la Gala Internacional de Gimnasia Rítmica Euskalgym.